# Định Hóa, Thái Nguyên
Định Hóa là một xã nằm ở phía tây của tỉnh Thái Nguyên, Việt Nam.

## Địa lý
Xã Định Hóa có vị trí địa lý:
- Phía đông giáp xã Kim Phượng và xã Phượng Tiến
- Phía tây giáp tỉnh Tuyên Quang
- Phía nam giáp xã Bình Yên và xã Trung Hội
- Phía bắc giáp xã Nghĩa Tá và xã Kim Phượng.

Xã Định Hóa có diện tích 67,3 km², dân số năm 2025 là 22.333 người. Khu vực được quy hoạch hình thành các vùng chuyên canh sản xuất hàng hóa lớn, phát triển các trung tâm thương mại, dịch vụ làm đầu mối phục vụ các ngành du lịch, công nghiệp, lâm nghiệp và nông nghiệp công nghệ cao, thu hút đầu tư vào di tích Nhà tù Chợ Chu, chùa Hang, hồ Bảo Linh để phát triển du lịch lịch sử, sinh thái. Hạ tầng giao thông kết nối đồng bộ thông qua các tuyến đường Hồ Chí Minh và Quốc lộ 3C kết nối tỉnh Thái Nguyên với tỉnh Tuyên Quang. Trên địa bàn xã có sông Chu và một số khe suối đổ ra sông.
Hồ Bảo Linh là hồ nhân tạo lớn hàng đầu của tỉnh Thái Nguyên, đập ngăn hồ được xây dựng vào tháng 10 năm 1988. Đến cuối năm 1989 và đầu năm 1990, đập ngăn bắt đầu tích nguồn nước sông Chu. Hiện nay, hồ có diện tích mặt nước gần 82ha, độ sâu bình quân là 17,8m, có khả năng điều tiết nước tưới cho 740ha lúa hai vụ của các vùng hạ lưu. Từ khi có hồ, hiện tượng lũ ống, lũ quét trên sông Chu cũng không còn.

## Lịch sử
Thị trấn Chợ Chu được thành lập vào tháng 11 năm 1958 trên cơ sở tách một phần diện tích và dân số của xã Phúc Chu. Năm 2024, sáp nhập toàn bộ diện tích 9,55 km² và 4.824 người của xã Bảo Cường vào thị trấn Chợ Chu. Sau khi sáp nhập, thị trấn Chợ Chu có diện tích 13,99 km² và dân số là 12.007 người.
Tháng 6 năm 2025, xã Định Hóa được thành lập trên cơ sở nhập toàn bộ diện tích tự nhiên, quy mô dân số của thị trấn Chợ Chu (diện tích tự nhiên là 13,99 km²; dân số là 11.953 người); xã Phúc Chu (diện tích tự nhiên là 12,90 km²; quy mô dân số là 2.731 người); xã Bảo Linh (diện tích tự nhiên là 27,88 km²; quy mô dân số là 2.637 người) và xã Đồng Thịnh (diện tích tự nhiên là 12,53 km²; dân số là 5.012 người) của huyện Định Hóa. Trụ sở làm việc của xã  sử dụng một phần trụ sở của UBND huyện Định Hóa cũ thuộc địa bàn thị trấn Chợ Chu cũ.

## Hành chính
Đến năm 2009, thị trấn Chợ Chu gồm các xóm Bãi Á 1, Bãi Á 2, Bãi Á 3, Dốc Châu, Hợp Thành, Hồ Sen, Nà Lài, Phúc Thành, Trung Việt, Vườn Rau, Trường Học, Nản Trên, Nản Dưới, Đồng Chùa, các tổ dân phố Tân Thành, Tân Lập, Hợp Thành, Trung Thành, Trung Kiên, Thống Nhất, Hòa Bình, Đoàn Kết. Năm 2019, sáp nhập ba tổ dân phố Đồng Chùa, Nản Trên, Nản Dưới thành tổ dân phố Núi, sáp nhập ba tổ dân phố Đoàn Kết, Thống Nhất, Hòa Bình thành tổ dân phố Chợ Chu, sáp nhập tổ dân phố Vườn Rau vào tổ dân phố Trung Kiên, sáp nhập hai tổ dân phố Nà Lài và Phúc Thành thành tổ dân phố Phúc Xuân, sáp nhập tổ dân phố Trường Học vào tổ dân phố Hồ Sen, sáp nhập hai tổ dân phố Trung Thành và Hợp Thành thành tổ dân phố Trung Tâm, sáp nhập hai tổ dân phố Tân Thành và Dốc Châu thành tổ dân phố Châu Thành, sáp nhập hai tổ dân phố Bãi Á 2 và Bãi Á 3 thành tổ dân phố Tân Á.
Đến năm 2009, xã Bảo Cường được chia thành 16 xóm: Làng Mạ, Thanh Cường, Nà Lai, Bãi Hội, Bãi Lềnh, Cắm Xưởng, Cốc Lùng, Nà Linh, Đồng Màn, Tân Thành, Làng Mới, Khấu Bảo, Thâm Tý, Đồng Tủm, Làng Chùa 1, Làng Chùa 2. Năm 2019, sáp nhập hai xóm Làng Chùa 1 và Làng Chùa 2 thành xóm Làng Chùa, sáp nhập xóm Đồng Tủm vào xóm Thâm Tý, sáp nhập xóm Làng Mới vào xóm Khấu Bảo, sáp nhập xóm Tân Thành vào xóm Đồng Màn, sáp nhập xóm Nà Linh vào xóm Cốc Lùng, sáp nhập hai xóm Bãi Lềnh và Cắm Xưởng thành xóm Bãi Lềnh Cắm Xưởng, sáp nhập hai xóm Nà Lai và Thanh Cường vào xóm Bãi Hội.
Đến năm 2009, xã Bảo Linh được chia thành 11 xóm: Khuổi Chao, Bản Pù, Bản Thoi, Lải Tràn, A Nhì 1, A Nhì 2, Đèo Muồng, Bảo Hoa 1, Bảo Hoa 2, Bảo Biên 1, Bảo Biên 2. Năm 2019, sáp nhập ba xóm Bảo Hoa 2, Bảo Biên 1, Bảo Biên 2 thành xóm Bảo Biên, sáp nhập hai xóm Bảo Hoa 1 và Đèo Muồng thành xóm Hoa Muồng, sáp nhập ba xóm A Nhì 1, A Nhì 2, Lải Tràn thành xóm Quế Linh, sáp nhập hai xóm Bản Thoi và Bản Pù thành xóm Liên Minh.
Đến năm 2009, xã Đồng Thịnh được chia thành 22 xóm: An Thịnh 1, An Thịnh 2, Đồng Bo, Nà Lẹng, Du Nghệ 1, Du Nghệ 2, Đồng Làn, Đồng Mòn, Đồng Phương, Nà Chà, Nà Táp, Khuân Ca, Làng Bầng, Co Quân, Đèo Tọt 1, Đèo Tọt 2, Đồng Đình, Búc 1, Búc 2, Làng Bèn, Bồ Kết, Thâm Bây. Năm 2019, sáp nhập hai xóm An Thịnh 1 và An Thịnh 2 thành xóm An Thịnh, sáp nhập xóm Nà Lẹng vào xóm Đồng Bo, sáp nhập hai xóm Du Nghệ 1 và Du Nghệ 2 thành xóm Ru Nghệ, sáp nhập hai xóm Đồng Mòn và Đồng Phương vào xóm Đồng Làn, sáp nhập xóm Nà Trà vào xóm Nà Táp, sáp nhập xóm Co Quân vào xóm Làng Bầng, sáp nhập hai xóm Đèo Tọt 1 và Đèo Tọt 2 thành xóm Đèo Tọt, sáp nhập ba xóm Đồng Đình, Búc 1, Búc 2 thành xóm Làng Búc, sáp nhập hai xóm Bồ Kết và Thâm Bây vào xóm Làng Bèn.
Đến năm 2009, xã Phúc Chu được chia thành 9 xóm: Độc Lập, Làng Hoèn, Nà De, Đồng Kè, Đồng Dọ, Làng Gầy, Nà Lom, Làng Mới và Đồng Uẩn. Năm 2019, sáp nhập hai xóm Độc Lập và Nà De vào xóm Làng Hoèn, sáp nhập hai xóm Đồng Kè và Đồng Dọ thành xóm Đồng Đình.